# Emanuela Menuzzo
Cristina Emanuela Menuzzo dit plus couramment Emanuela Menuzzo est une ancienne cycliste italienne, née le 1er août 1956 à Cesano Maderno.

## Biographie
Née en août 1956 à Cesano Maderno, dans la province de Milan, elle participe à ses premières compétitions en 1973, à l'âge de 17 ans. En 1976, elle rejoint l'équipe nationale et participe aux  Championnats du monde à Ostuni, terminant 36e dans la course sur route Elite. Il a ensuite participé à 5 autres éditions de la course jusqu'en 1985, obtenant comme meilleur résultat une sixième place à Valkenburg en 1979.
À 27 ans, Emanuela participe à la course en ligne des Jeux olympiques de Los Angeles de 1984, terminant 34e, dans un groupe de sept coureuses cyclistes, à 18 min 12 s de la médaillée d'or, l'Américaine Connie Carpenter.
En dehors de l'équipe nationale, elle a couru avec l'équipe US Voltiana en 1975 et 1976 et avec l'équipe GS Antonini en 1980 et 1981, remportant le deuxième de ses deux Trofei Alfredo Binda-Comune di Cittiglio (le premier remporté en 1978). Elle a également remporté le Vertemate avec Minoprio à deux reprises, en 1982 et 1984, et le Trofeo Casa del Fiore une fois, en 1979. Elle a participé à un Tour d'Italie féminin (48e en 1990) et trois Tour de France féminin, faisant ses débuts en 1985 , arrivant en 44e position.
Le 18 mai 1985, la milanaise bat le record du monde du 100 km avec un Cinelli Laser AIR 1983 au Vélodrome Maspes-Vigorelli de Milan.
Emanuela Menuzzo a mis fin à sa carrière en 1990, à l'âge de 34 ans.

## Palmarès
- 1974
  - 3e du championnat d'Italie sur route
- 1978
  - Trofeo Alfredo Binda-Comune di Cittiglio
  - 2e du GP Arredamenti Rogora
- 1979
  - Trofeo Casa del Fiore
  - 3e du championnat d'Italie sur route
  - 6e du championnat du monde sur route
- 1980
  - 3e de Vertemate con Minoprio
- 1981
  - Trofeo Alfredo Binda-Comune di Cittiglio
- 1982
  - Vertemate con Minoprio
  - 9e du championnat du monde sur route
- 1984
  - Vertemate con Minoprio
- 1985
  - 3e du championnat d'Italie sur route

### Résultats sur les grands tours

#### Tour d'Italie
1 participation :
- 1990 : 48e

#### Tour de France féminin
3 participations :
- 1985 : 44e
- 1986 : 52e
- 1987 : abandon